# Degenkrabben
Degenkrabben (Limulidae) zijn een familie van geleedpotige dieren uit de orde van de zwaardstaarten (Xiphosura). Ze vormen een groep van primitieve ongewervelden die ondanks hun naam nauwer verwant zijn aan de spinnen dan aan de kreeftachtigen.
Degenkrabben hebben een kenmerkende lichaamsbouw; het lichaam is rond en plat en draagt een opvallende lange stekel aan de achterzijde. Aan deze beweeglijke stekel is de Nederlandstalige naam te danken. Het lichaam bestaat uit een kopborststuk dat beschermd wordt door een chitineuze plaat en een verhard achterlijf. Het voor- en achterlijf zijn met elkaar verbonden door een scharnier, zodat het lichaam enigszins ingeklapt kan worden.
De bruine tot bruingrijze bovenzijde is bol en glad en heeft geen opvallende uitsteeksels. Aan de onderzijde echter zijn vooraan zes paar gelede, schaardragende poten aanwezig evenals zes paar tot kieuwen omgevormde rudimentaire poten aan de achterzijde. De maximale lichaamslengte bedraagt ongeveer zestig centimeter, inclusief staartstekel. De mannetjes blijven aanzienlijk kleiner dan de vrouwtjes.
Degenkrabben zijn uitgesproken zeebewoners, en hoewel ze zich op het land zeer onhandig voortbewegen, wordt hun manier van zwemmen als zeer elegant omschreven. Tijdens het lopen op het strand worden de drie paar looppoten gebruikt om het lichaam van de bodem te tillen. Het laatste potenpaar draagt vergrote lamellen en wordt gebruikt als een soort skistokken om het lichaam vooruit te duwen.
De dieren worden gezien als levende fossielen; ze lijken sterk op hun voorouders die in het laat-Paleozoïcum leefden. Soorten uit het geslacht Palaeolimulus zijn bekend uit het Carboon tot het Perm, en leefden meer dan 250 miljoen jaar geleden. Deze lang uitgestorven vormen lijken echter al sterk op de moderne vertegenwoordigers.
Degenkrabben hebben vijf grote massa-extincties overleefd, maar veel van de moderne soorten staan ernstig onder druk door verschillende menselijke activiteiten. Over het overgrote deel van de uitgestorven degenkrabben is weinig tot vrijwel niets bekend. Dit artikel gaat daarom uitsluitend over de moderne soorten, tenzij anders vermeld.

## Naamgeving en indeling

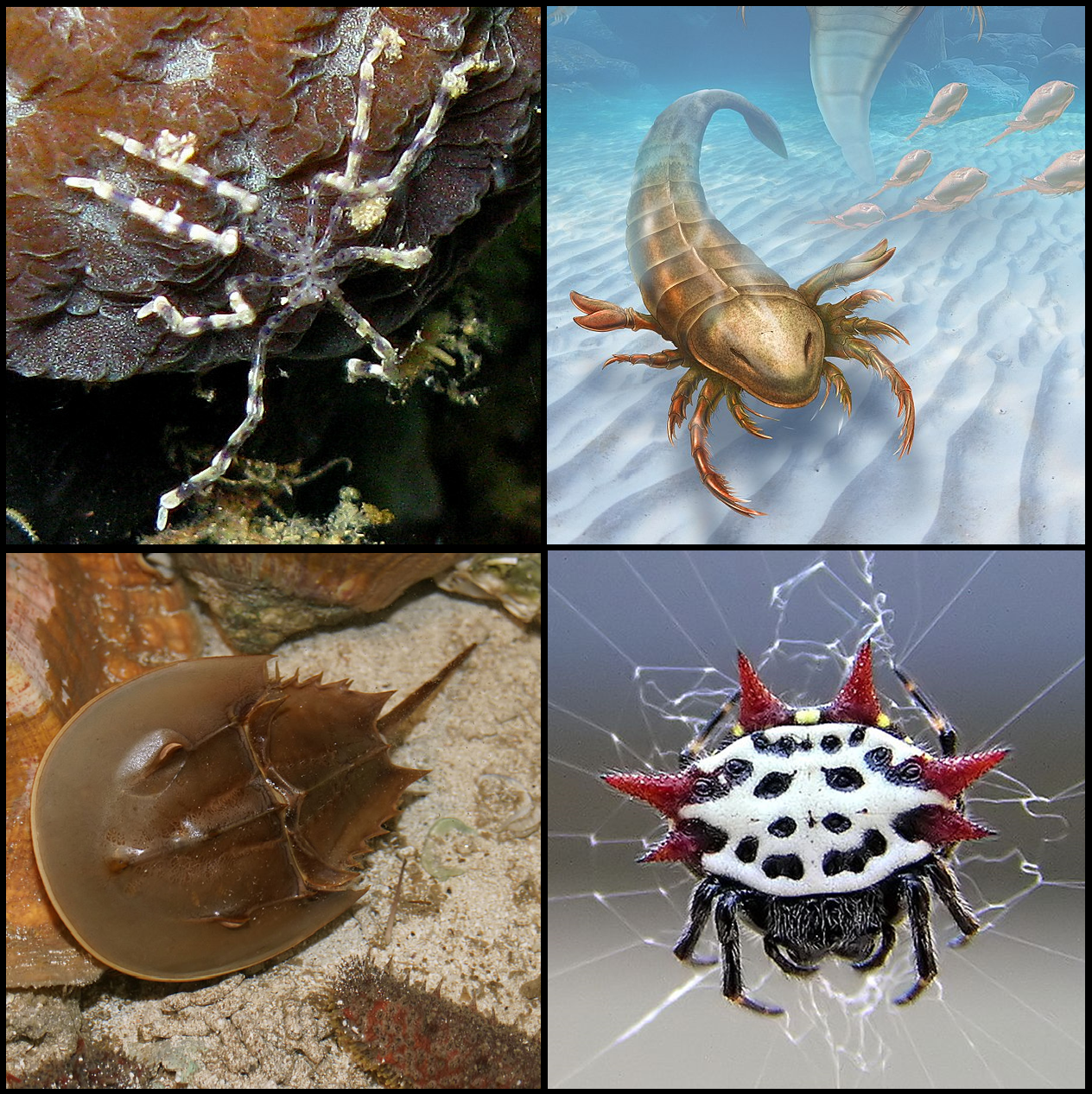
Verschillende gifkaakdragers, van linksboven met de klok mee: zeespin, zeeschorpioen, spin, degenkrab.

De wetenschappelijke naam van de groep, Limulidae, werd voor het eerst voorgesteld door William Elford Leach in 1819. De naam is afgeleid van de geslachtsnaam Limulus, die afkomstig is uit het Latijn en vrij vertaald 'een beetje scheef' betekent.
De wetenschappelijke naam van de klasse Merostomata betekent vrij vertaald 'dijbeenmondigen' en is afgeleid van de Griekse woorden μηρός (meros, dij(been)) en στόμα (stoma, mond). Deze naam slaat op de manier waarop het voedsel wordt verkleind, namelijk door het met de dijen te vermorzelen. De naam van de orde Xiphosura is afgeleid van het Griekse woord xiphos en betekent 'zwaard'.
In de literatuur worden verschillende Nederlandstalige namen gebruikt voor de familie Limulidae, zoals zwaardstaartigen, zwaardstaarten of pijlstaartkreeften. Ook de diverse soorten degenkrabben staan bekend onder soms verwarrende namen die verwijzen naar kreeftachtigen. De Indonesische soort Tachypleus gigas bijvoorbeeld wordt wel molukkenkreeft genoemd. De Atlantische degenkrab wordt soms aangeduid met pijlstaartkreeft of koningskrab. Met deze laatste naam wordt veelal de soort Paralithodes camtschaticus aangeduid, die wél tot de krabben behoort.
Ook in andere talen worden vaak namen gebruikt die aan kreeftachtigen refereren, zoals de Engelse benamingen 'horseshoe crab' en 'kingcrab'. In de Duitse taal worden de namen 'Pfeilschwanzkrebse', 'Hufeisenkrebse' en 'Königskrabben' gebruikt. Degenkrabben vertonen wel enige uiterlijke gelijkenissen met kreeftachtigen, zoals de vele poten die meestal scharen dragen. Ook het sterk vergrote en verharde pantser doet eerder denken aan een kreeftachtige dan aan een spinachtige.

### Indeling
Degenkrabben behoren tot de stam van de geleedpotige dieren (Arthropoda). Verder behoren zij tot de onderstam van de gifkaakdragers (Chelicerata), waartoe ook alle spinachtigen worden gerekend. De gifkaakdragers onderscheiden zich van de andere geleedpotigen doordat het voorste potenpaar niet is omgevormd tot antennes. Ze zijn veranderd in kleine tangachtige structuren die dienen om prooien vast te houden terwijl ze worden opgenomen door de monddelen. Deze pootachtige monddelen worden de chelicera genoemd en hieraan is de wetenschappelijke naam Chelicerata te danken. De moderne soorten maar ook het overgrote deel van de uitgestorven leden van de familie Limulidae lijken allemaal sterk op de vroegste vertegenwoordigers van de spinachtigen.
Degenkrabben behoren tot de klasse Merostomata, dit is een kleine groep van in het water levende spinachtigen. De meeste andere spinachtigen zijn tegenwoordig op het land te vinden. Degenkrabben zijn naast de zeespinnen de enige moderne gifkaakdragers die de zee nooit hebben verlaten. Er zijn weliswaar enkele spinnen die onder water kunnen leven evenals in het water levende watermijten, maar deze zijn ontstaan uit landbewoners die zijn teruggekeerd naar het (zoete) water.
Sommige wetenschappers vermoeden dat de degenkrabben geheel buiten de groep van spinachtigen moeten worden geplaatst. Volgens nieuwere inzichten moeten de degenkrabben in een recentelijk omschreven groep worden gezet; de Planaterga. Merostomata wordt in deze indeling gezien als een synoniem van Xiphosura. De zwaarddragers worden in deze indeling niet als een monophyletische groep gezien.
Er zijn echter ook biologen die de dieren sterk verwant achten aan de ricinuleïden (Ricinulei) die juist wel als spinachtigen worden gezien.

## Evolutie

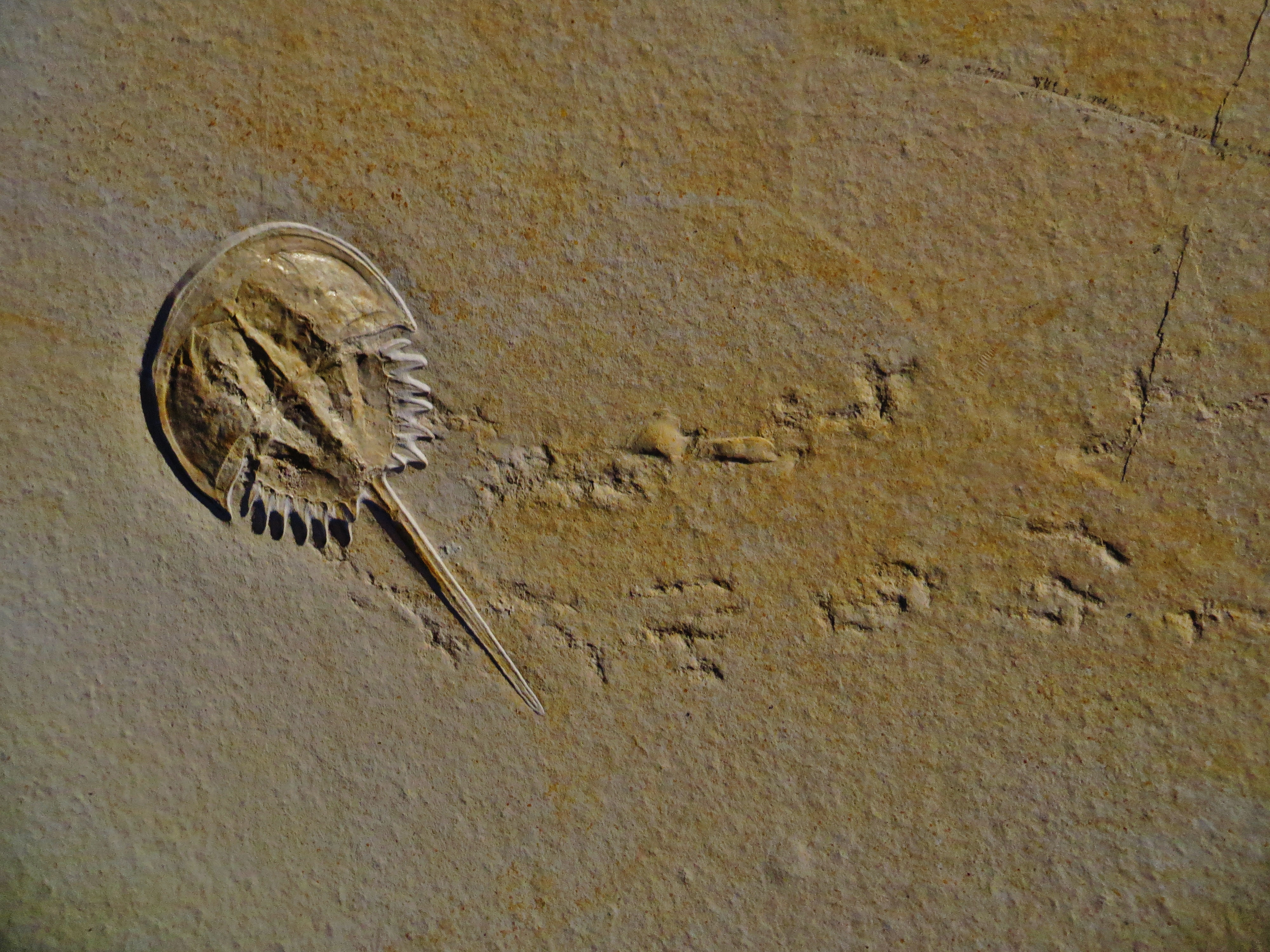
Mesolimulus walchi met bodemafdrukken, van deze soort uit de Jura zijn veel fossielen bekend.

De vroegste vertegenwoordigers van de degenkrabben leken enigszins op zeeschorpioenen (orde Eurypterida), die al sinds het Cambrium bekend zijn. Deze dieren leken enigszins op degenkrabben, zoals de uitgestorven Eurypterus die meer dan twee meter lang kon worden. Zeeschorpioenen hadden eveneens een lange 'staart' (telson) maar waren te onderscheiden door de aangepaste zwempoten.
De oudst bekende leden van de Xiphosurida, in feite de voorouders van de degenkrabben, ontstonden in het Paleozoïcum, ongeveer 540 tot 250 miljoen jaar geleden. Ze kwamen samen met de trilobieten voor, die aan het einde van het Perm uitstierven. Naast de trilobieten verdween 95 procent van alle zeedieren. Gedurende het Mesozoïcum ontstonden de voorlopers van de huidige vormen van de degenkrabben, waarschijnlijk in de Europese zeeën. Aan het einde van het Mesozoïcum vond een massa-extinctie plaats waarbij niet alleen de dinosauriërs uitstierven, maar ook grofweg de helft van alle ongewervelden die in zee leefden. Degenkrabben hebben waarschijnlijk kunnen overleven door op plaatsen te verblijven waar in al die tijd niet veel is veranderd, zogenaamde refugia.
De eerste degenkrabben die de karakteristieke afgeplatte kieuwpoten bezaten werden tot de onderorde Synziphosurina gerekend. Ze ontstonden vanaf het boven-Siluur tot het Devoon. Deze soorten hadden nog geen samengestelde ogen en ze waren met een lichaamslengte tot vijf centimeter veel kleiner dan de moderne soorten. Bekende geslachten uit deze periode behoorden tot de geslachten Bunodes en Pseudoniscus. Bij de meer recente soorten werd het aantal lichaamssegmenten geleidelijk aan kleiner en de segmenten werden minder beweeglijk. Met name het aantal achterlijfssegmenten werd kleiner en de verschillende delen vergroeiden uiteindelijk met elkaar. Voorbeelden van dergelijke vertegenwoordigers zijn Euproops uit het Carboon en Palaeolimulus die bekend is uit het Carboon tot het Perm.
In het onder-Devoon ontstond de onderorde Limulina, waartoe de moderne vertegenwoordigers behoren. De enige andere onderorde van de zwaardstaarten, Bellinurina, is al lange tijd uitgestorven. De recentelijk (2008) ontdekte soort Lunataspis aurora, die uitstierf in het Ordovicium, is nog niet bij een van deze twee groepen geplaatst. De leden van de uitgestorven orde Aglaspidida werden eveneens lange tijd tot de gifkaakragers gerekend, maar bleken later meer verwant aan de trilobieten.

### De moderne soorten
Er zijn nog vier soorten: drie in Zuidoost-Azië en een in Noord-Amerika. De soorten zijn in de onderstaande tabel weergegeven, met hun naam, lichaamsbreedte, verspreidingsgebied en beschermingsstatus.
| Afbeelding               | Naam                                                      | Carapaxbreedte vrouwtje  | Verspreiding                                                                            | Beschermingsstatus       |
| Geslacht Carcinoscorpius | Geslacht Carcinoscorpius                                  | Geslacht Carcinoscorpius | Geslacht Carcinoscorpius                                                                | Geslacht Carcinoscorpius |
| ------------------------ | --------------------------------------------------------- | ------------------------ | --------------------------------------------------------------------------------------- | ------------------------ |
|                          | Carcinoscorpius rotundicauda (Latreille, 1802)            | 13,4 centimeter          | India, Indonesië, Maleisië, Filipijnen, Singapore, Thailand                             |                          |
| Geslacht Limulus         |                                                           |                          |                                                                                         |                          |
|                          | Atlantische degenkrab Limulus polyphemus (Linnaeus, 1758) | 21,4 centimeter          | Mexico, Verenigde Staten                                                                |                          |
| Geslacht Tachypleus      |                                                           |                          |                                                                                         |                          |
|                          | Molukkenkreeft (Tachypleus gigas) (Müller, 1785)          | 21,0 centimeter          | India, Indonesië, Maleisië, Filipijnen, Singapore, Thailand                             |                          |
|                          | Tachypleus tridentatus (Leach, 1819)                      | 27,8 centimeter          | Brunei, China, Hongkong, Indonesië, Japan, Maleisië, Filipijnen, Taiwan, China, Vietnam |                          |

## Uiterlijke kenmerken

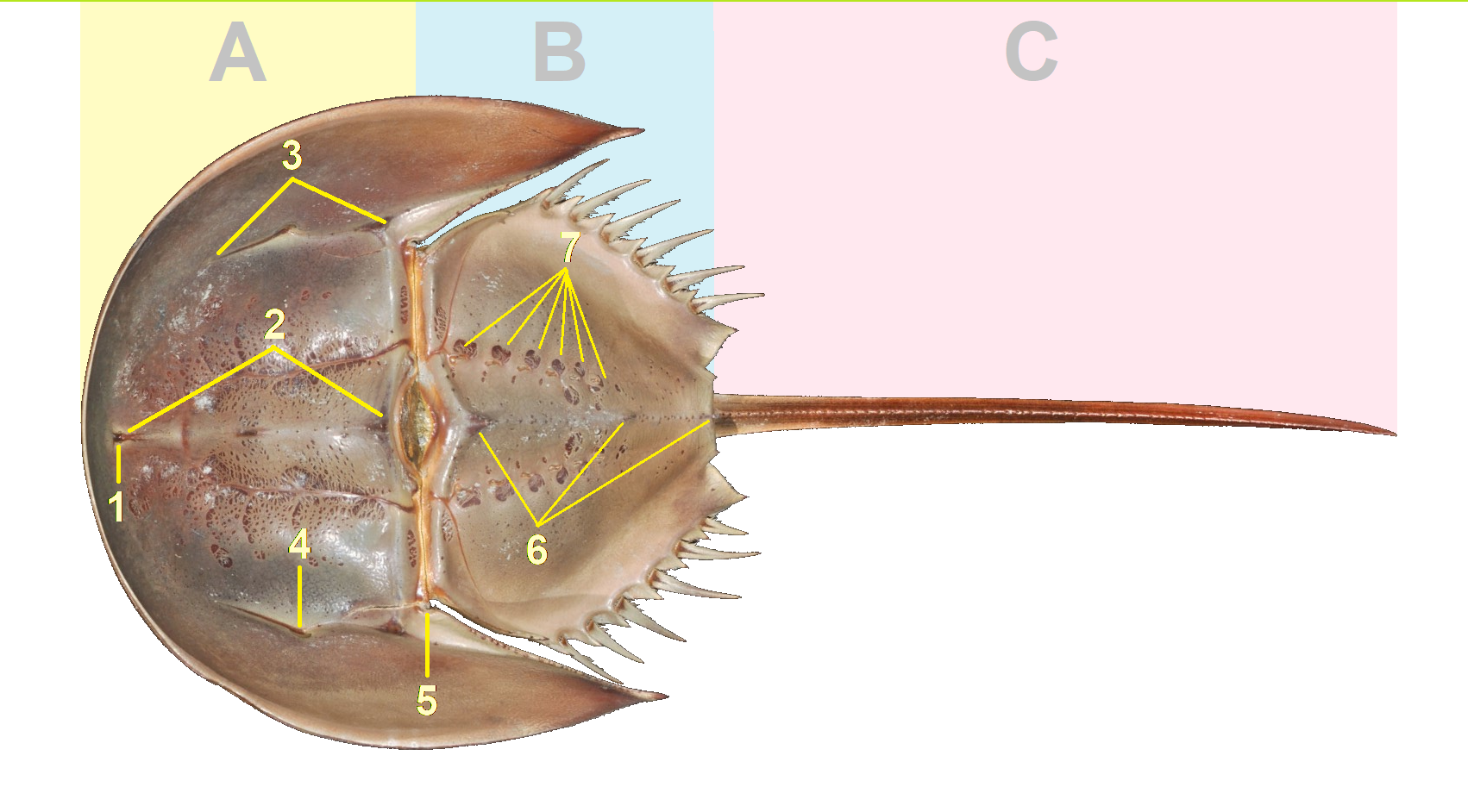
Dorsale lichaamsdelen van een degenkrab. Klik voor vergroting.

Degenkrabben zijn door hun grootte en kenmerkende lichaamsbouw in één oogopslag van alle andere geleedpotigen te onderscheiden. De verschillende soorten zijn alleen al te herkennen aan hun lichaamsgrootte. Wat betreft lichaamsbouw lijken ze enigszins op de kopschildkreeftjes uit de orde Notostraca. Deze laatsten blijven met een lichaamslengte tot ongeveer tien centimeter echter aanzienlijk kleiner. De Atlantische degenkrab is een van de langste soorten en kan een totale lichaamslengte bereiken van ongeveer zestig centimeter.
Het lichaam bestaat uit twee delen die de tagmata worden genoemd. Het voorste deel is het grootst en staat bekend als het kopborststuk maar ook benamingen als cephalothorax of prosoma worden wel gebruikt. Het kleinere achterste deel wordt het achterlijf genoemd, maar staat ook wel bekend als opisthosoma of abdomen.
Zowel het kopborststuk als het achterlijf worden aan de bovenzijde beschermd door brede, stevige schilden die bestaan uit chitine en niet verkalkt zijn. De schilden vormen samen een bijna cirkelvormig geheel en door de lange, 'steel'-achtige staartstekel lijkt de lichaamsvorm enigszins op een koekenpan. Tussen het kopborststuk en het achterlijf is een scharnier aanwezig, en ook de staartstekel is beweeglijk ten opzichte van het achterlijf. Door de platte, afgeronde lichaamsvorm biedt het lichaam minder weerstand tegen de golven in de zee. Ook kan het dier zich door het schoffelachtige lijf makkelijker ingraven in het zand.

### Kopborststuk
De lichaamsgrootte wordt bij degenkrabben uitgedrukt in de breedte van het prosoma op het breedte deel. Vrouwtjes van Tachypleus tridentatus worden het grootst en bereiken een prosomabreedte van gemiddeld 27,8 centimeter. Bij de Atlantische degenkrab is dit 21,4 cm en bij de molukkenkreeft 21 cm. Carcinoscorpius rotundicauda blijft met gemiddeld 13,4 cm het kleinst van de moderne soorten.
Er is echter een grote overlap binnen de verschillende soorten en bovendien blijven de mannetjes ongeveer een vijfde kleiner. Een vrouwtje van de Atlantische degenkrab bijvoorbeeld kan een prosomabreedte bereiken van 24,3 tot 35,1 centimeter terwijl dit bij een mannetje varieert tussen 13,7 en 21,3 cm.
Het kopborststuk wordt aan de bovenzijde beschermd door een stevig, plat en enigszins hoefijzervormig pantser; het carapax. Het carapax of rugschild is convex en heeft een bruine tot grijze of olijfgroene kleur.
De bovenzijde van het pantser heeft een bolle vorm en de buikzijde is juist hol. Met name bij de mannetjes heeft de buikzijde een meer holle vorm om de paring met een vrouwtje te vergemakkelijken.

#### Poten

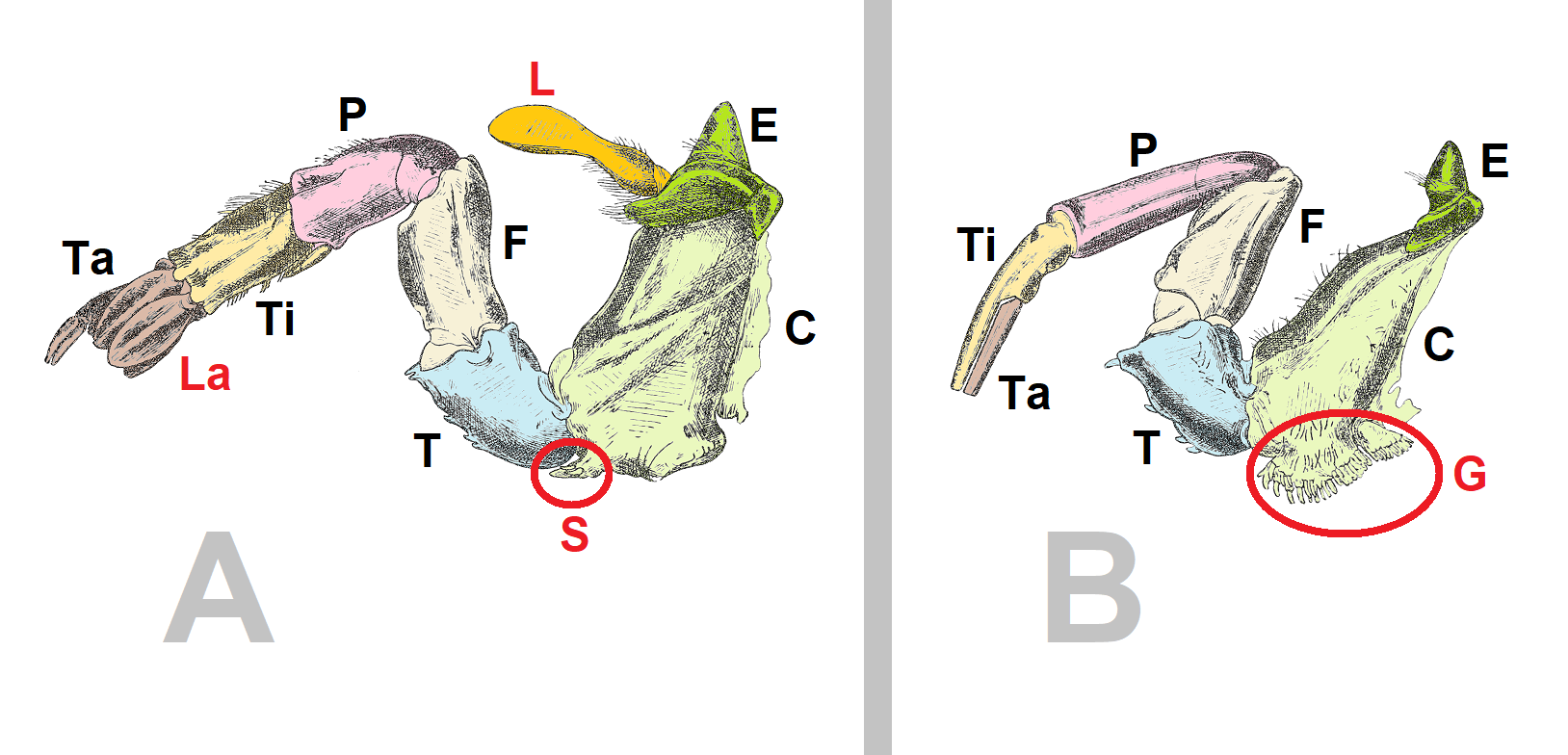
Duwpoot (A) en looppoot (B) met vaste delen (zwart) en specialisaties (rood).

De onderzijde van het kopborststuk draagt zes paar gelede aanhangsels, die de chilaria worden genoemd. De aanhangsels bestaan uit een paar cheliceren, een paar pedipalpen en vier paar looppoten, net als bij spinnen het geval is. De vorm en functie van de aanhangsels verschilt echter van die van de spinachtigen.
Het voorste paar aanhangsels is het kleinst, deze tangachtige grijporgaantjes dienen om voedsel naar de mondopening te brengen. Ze dragen kleine schaartjes aan het uiteinde en worden de cheliceren genoemd. Het zijn de enige lichaamsaanhangsels die voor de mond zijn gelegen. De cheliceren zijn zeer gevoelig en hebben drie tot vier miljoen tastzintuigjes aan de buitenzijde. Ze bestaan uit een basis die de coxa of heup wordt genoemd, en verder uit een groot, onbeweeglijk deel van de schaar met aan het uiteinde een beweegbare 'vinger'.
Achter de cheliceren is een paar pedipalpen gelegen, deze lijken op de looppoten maar hebben verschillende functies. Ze kunnen worden gebruikt om het lichaam te ankeren of dienen bij de voortplanting. Bij een aantal soorten zijn ze sterk aangepast bij de mannetjes om een vrouwtje vast te grijpen bij het paringsritueel. Het eerste deel van de schaar van de pedipalp is hierbij verkort en het tweede deel heeft een haakachtig uiteinde dat precies onder het schild van een vrouwtje past.
Achter de pedipalpen zijn vier paar looppoten gelegen waarvan de voorste drie paar voorzien zijn van schaartjes. De looppoten hebben altijd een coxa of heup als eerste segment, gevolgd door een dijbeenring (trochanter), een dij (femur), een knie (patella), een scheen (tibia) en een voet (tarsus). De looppoten dragen aan de basis van de coxa stekelachtige structuren die in kam-achtige rijen zijn gelegen. Deze zogenaamde gnathobases (kauwpoten) dienen om prooien te vermalen, de stekels zijn zo geplaatst dat het voedsel maar een kant op kan en dat is richting de mondopening.
Het zesde, achterste potenpaar wordt aangeduid met 'duwpoten', ze dienen om het lichaam voort te duwen bij het lopen of graven. De duwpoten hebben geen gnathocoxa maar bezitten een stekelachtige structuur tussen de coxa en de trochanter die de coxale stekel wordt genoemd. De duwpoten zijn voorzien van spatel-achtige, platte uitsteeksels aan de uiteinden die uit elkaar worden gehouden tijdens het lopen om het contactoppervlak met de ondergrond te vergroten. Aan de basis van de coxa van de duwpoot is aan de buitenzijde een flapachtig uitsteeksel aanwezig dat het flabellum wordt genoemd. Lange tijd werd gedacht dat het orgaan werd gebruikt om de kieuwpoten te reinigen, maar hier is het te kort voor. Het flabellum is voorzien van gevoelig weefsel dat zeer veel zintuigcellen bevat. Het dient om de ingaande waterstroom van de kieuwen te 'proeven'. Het flabellum is wat betreft functie, lichaamspositie en gevoeligheid vergelijkbaar met het pectines van schorpioenen.
Aan de binnenzijde van de duwpoten is een verhard deel van de bovenzijde van de coxa aanwezig welke in een eveneens verhard deel van het kopborststuk kan worden gescharnierd. Dit deel van de duwpoot wordt gebruikt als kraakorgaan om harde voedseldelen te kraken en wordt de mandibel of kaak genoemd.

### Achterlijf

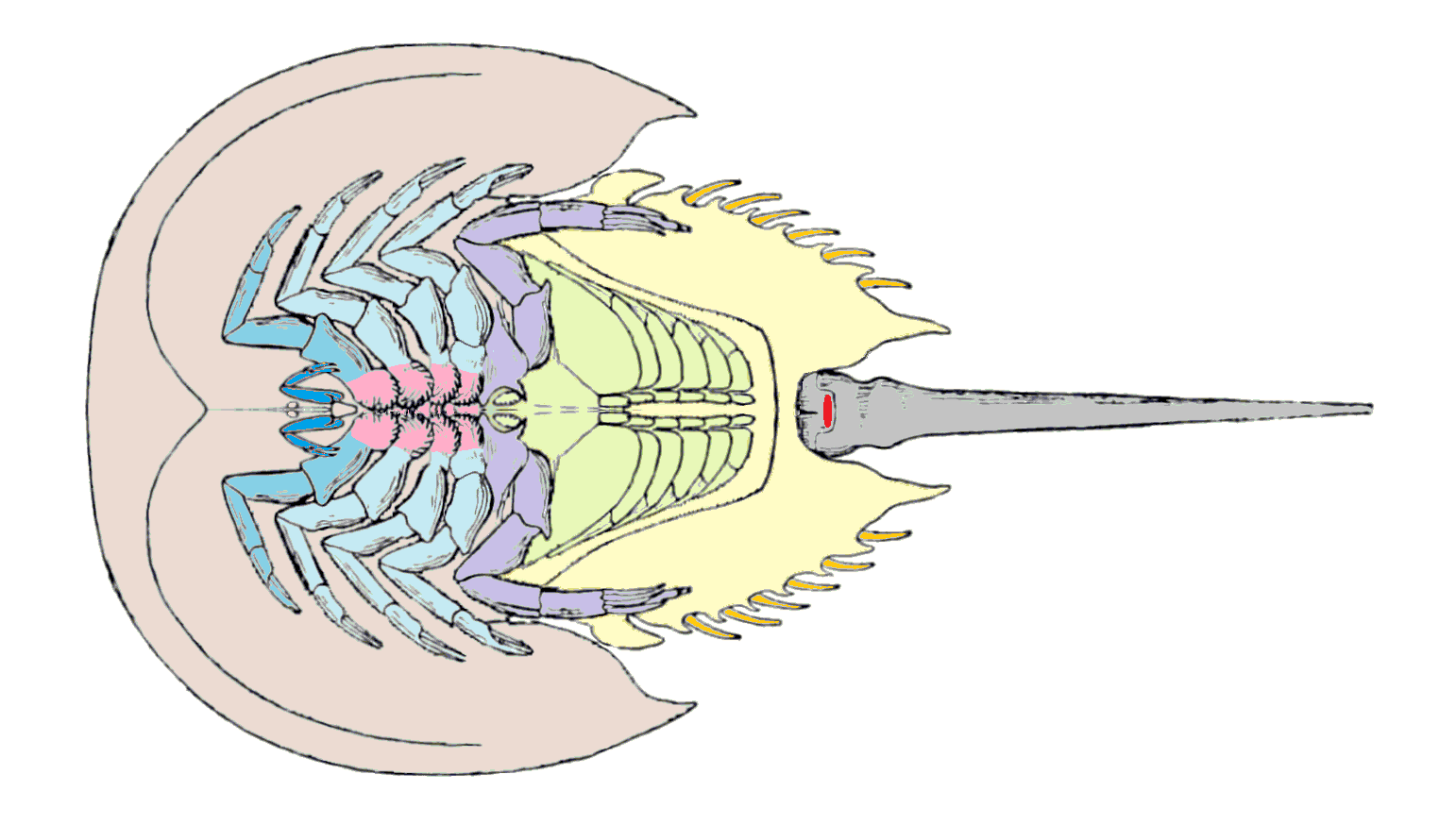
Ventrale lichaamsdelen van een degenkrab. Klik voor vergroting.

Het achterlijf bestaat uit negen segmenten die grotendeels met elkaar vergroeid zijn, aan de onderzijde zijn zeven paar aanhangsels gelegen. Het achterlijf is middels een scharnier verbonden met het kopborststuk zodat het lichaam enigszins ingeklapt kan worden. Een dergelijk scharnierend lichaamsdeel is uniek voor de spinachtigen, maar wordt wel meer gevonden bij de kreeftachtigen. De zijkanten van het scharnier hebben een richel met een ojief-achtige vorm. Aan de bovenzijde van het achterlijf zijn, aan weerszijden van het midden, twee rijen van zes putjes aanwezig. Dit zijn de aanhechtingsplaatsen voor de spieren van de achterlijfsaanhangsels of kieuwpoten, die aan de onderzijde gelegen zijn. Bij de meeste soorten zijn alle putjes langwerpig van vorm, alleen bij de Atlantische degenkrab is het voorste paar putjes driehoekig van vorm.
De bovenzijde van het achterlijf wordt beschermd door een verhard schild dat uit vergroeide segmenten bestaat. Aan de linker- en rechterzijde van de achterkant van het schild is een grote onbeweeglijke doonachtige stekel aanwezig. Ook in het midden van de achterrand van het achterlijf zijn stekels aanwezig aan weerszijden van het telson maar deze zijn kleiner. Tussen de stekel aan de buitenzijde en die in het midden is aan iedere kant een rij van zes lange, doornachtige structuren gelegen; de abdominale stekels. Deze stekels zijn individueel beweegbaar en vormen de overblijfselen van rudimentaire poten.
Het eerste paar aanhangsels wordt gevormd door twee kleine, plaat-achtige structuren die slechts uit een enkel segment bestaan en niet beweeglijk zijn. Deze zogenaamde chilariae (enkelvoud chilerium) dienen om de mondopening af te dekken en deze te beschermen als de opening niet wordt gebruikt. Het tweede paar aanhangsels aan het achterlijf is vergroeid tot een zogenaamde genitaaldekplaat, ook wel operculum of kieuwdeksel. Het dient als een deksel die de kieuwen beschermd. De genitaaldekplaat bestaat uit verschillende kleinere platen die verschillen bij de vier moderne soorten. Bij de Atlantische degenkrab zijn aan de achterzijde van het operculum twee kleine flapjes aanwezig, die bij de andere soorten ontbreken. Aan de voorrand van de plaat zijn de geslachtsopeningen of gonoporiën aanwezig.
Achter het operculum zijn vijf paar omgevormde looppoten gelegen die geëvolueerd zijn tot bladvormige kieuwpoten of kieuwbladen. De kieuwpoten zijn horizontaal afgeplat en worden wel boekkieuwen genoemd; ze lijken op de boeklongen van echte spinnen. Iedere kieuwpoot draagt ongeveer 150 flapachtige structuren die lijken op de bladzijden uit een boek. Het water wordt onder de abdominale stekels in de kieuwpoten gezogen en verlaat het lichaam weer aan weerszijden van de basis van het telson. De kieuwpoten zijn bedekt met vele kleine en platte haarachtige structuurtjes, die setae worden genoemd. Op de kieuwpoten zijn wratachtige uitstulpingen aanwezig die voorzien zijn van aangepaste setae met een trompetachtig uiteinde. De zintuiglijke haartjes dienen om het uitgeademde water als het ware te 'proeven'. De kieuwen dienen om zuurstof op te nemen uit het water, ze zijn hiertoe bedekt met een dun membraanachtig weefsel dat zuurstof wel doorlaat maar water buiten houdt. Voorafgaand aan een vervelling wordt water via de kieuwen in het lichaam gebracht zodat het lijf op kan zwellen en de oude huid wordt afgeworpen.

### Telson
Alle degenkrabben hebben aan het uiteinde van het achterlijf een lang, degenvormig aanhangsel dat de staartstekel of telson wordt genoemd. De staartstekel is erg dik en wordt bijna twee keer zo lang als het lichaam zodat het orgaan duidelijk opvalt. Het telson ziet er vervaarlijk uit maar kan niet worden gebruikt als steekwapen. Ook bevat de stekel geen gifapparaat zoals abusievelijk wel eens wordt gedacht.
Het telson is beweeglijk en wordt gebruikt als hefboom om het lichaam om te draaien als een degenkrab op de rug terecht komt door de golfslag in de getijdenzone. Als het dier op het strand op zijn rug terecht komt heeft het veel meer moeite met zich op de buik te draaien.
De doorsnede van het telson is meestal driehoekig, behalve bij Carcinoscorpius rotundicauda die een ronde doorsnede van de staartstekel heeft. De soortaanduiding rotundicauda verwijst hiernaar en betekent vrij vertaald 'ronde staart'.

## Inwendige anatomie

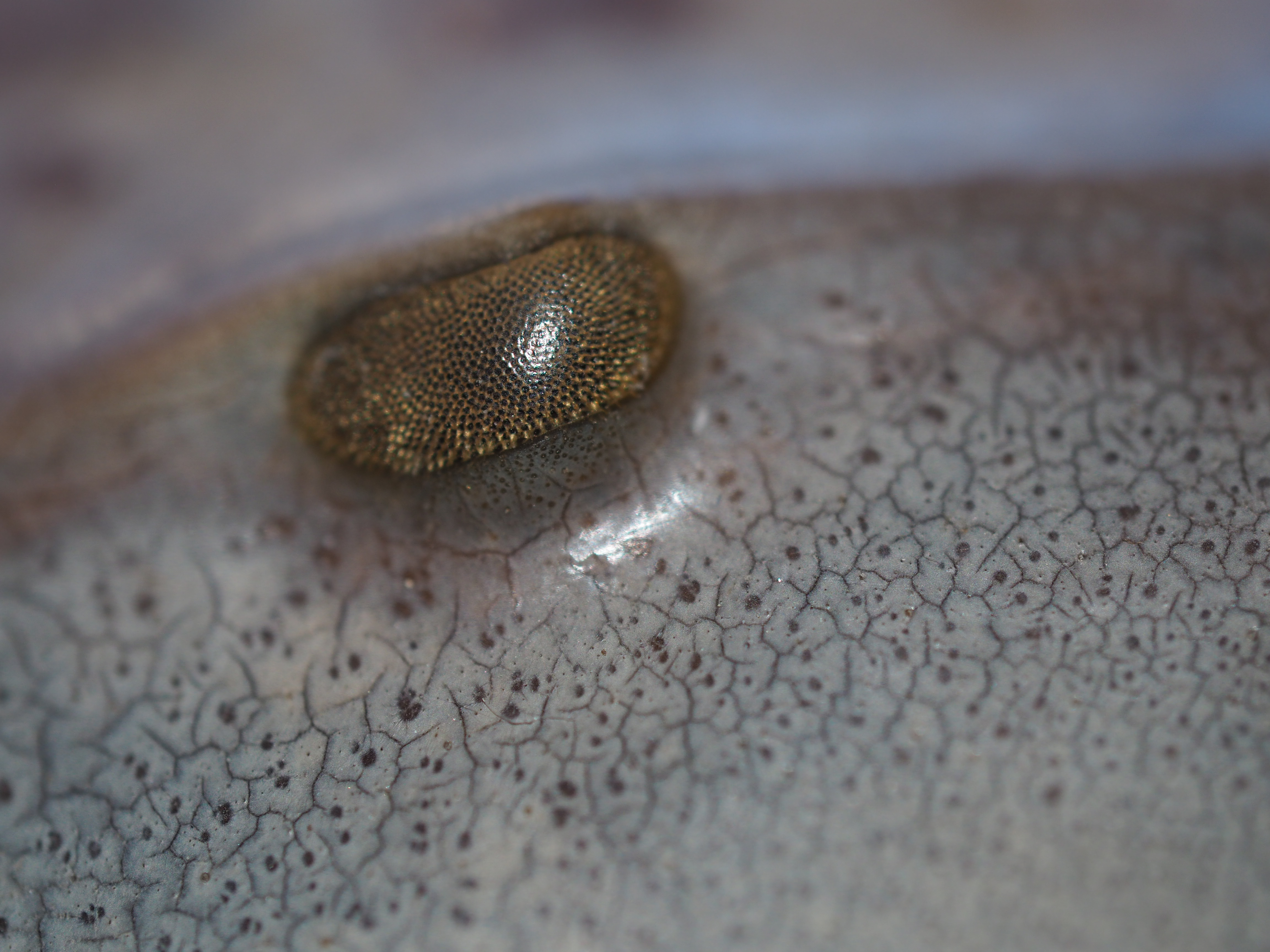
Facetoog van Carcinoscorpius rotundicauda.

Degenkrabben hebben in vergelijking met andere geleedpotigen een afwijkende inwendige bouw omdat het lichaam in twee delen is verdeeld, gescheiden door een scharnier. In het voorste deel, het kopborststuk, zijn de belangrijkste organen gelegen. Het achterlijf herbergt voornamelijk spieren die dienen om de kieuwpoten aan te sturen. Het zenuwstelsel bestaat uit een centraal deel en vele vertakte zenuwbanen. De spijsvertering wijkt af van die van andere gifkaakdragers doordat het in staat is om vast voedsel op te nemen.

### Organen
De organen van de degenkrab bevinden zich vrijwel geheel in het kopborststuk aan de voorzijde. Het achterlijf bevat voornamelijk spierweefsel dat de kieuwen en de staartstekel aan de achterzijde aanstuurt.
Het hart is relatief groot en bestaat uit een lange buis. Het hart is in het midden van het lichaam gelegen en strekt zich uit van de spiermaag aan de voorzijde tot bijna aan de staartstekel of telson aan de achterzijde. Het bloed komt het hart binnen via acht paar openingen in de wand van het hart. De achterste vijf paar staan in verbinding met aderen die het zuurstofrijke bloed dat vanaf de kieuwen komt het hart in brengen. Het bloed wordt vervolgens door het hart naar de verschillende lichaamsdelen gepompt om het zuurstof over het lichaam te verdelen. Het bloed komt uiteindelijk in twee aderen terecht die aan de zijkanten van het lichaam zijn gelegen. Vervolgens wordt het bloed naar de kieuwen gevoerd en naar het hart teruggebracht waarna de cyclus opnieuw begint. De hartslag van een degenkrab is gemiddeld ongeveer 32 slagen per minuut.
Het bloed van degenkrabben bevat twee soorten bloedcellen; het overgrote deel bestaat uit granulocyten en een klein deel wordt gevormd door cyanocyten. Deze laatsten geven het bloed in geoxideerde toestand een staalblauwe kleur door de aanwezigheid van het koperhoudende eiwit hemocyanine. De granolucyten zorgen voor het klonteren van het bloed en zijn zeer gevoelig voor bepaalde verbindingen. Een voorbeeld is het gif van bepaalde bacteriën, zogenaamde endotoxinen. Zodra het bloed in aanraking komt met dergelijke giffen treedt een extreme stolling op. Dit is de reden dat het bloed van degenkrabben door de mens wordt gebruikt in de medische industrie, zie ook het kopje bloedvloeistof.

### Zenuwstelsel

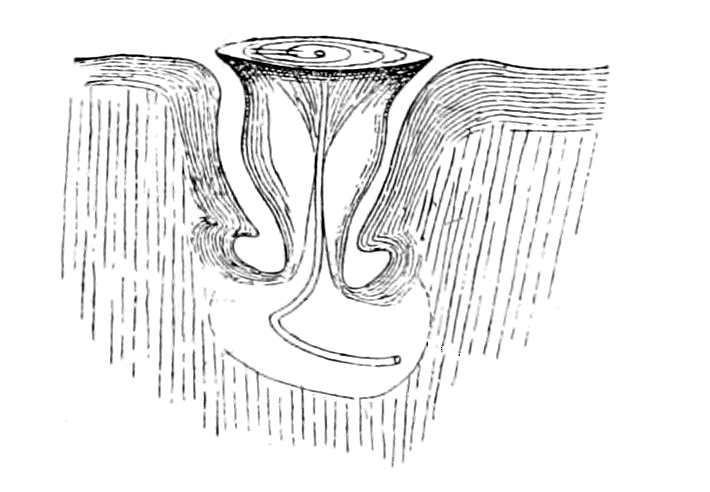
Schematische afbeelding van een pin-orgaantje.

Het zenuwstelsel van degenkrabben is goed ontwikkeld en bestaat uit een centraal gelegen deel dat verbonden is met vele vertakte zenuwen die door het gehele lichaam lopen. Het zenuwstelsel stuurt de verschillende spieren aan en verwerkt en interpreteert de signalen van de verschillende zintuigen.
Degenkrabben hebben een grote hoeveelheid tastzintuiglijke structuren aan de bovenzijde van het pantser, zogenaamde mechanoreceptoren. Deze hebben de vorm van een ronde verzinking in het pantser met in het midden een pin-vormige structuur. Deze pin staat in verbinding met het zenuwstelsel en geeft een signaal af als het wordt bewogen als gevolg van een drukverandering. Door het grote aantal van deze orgaantjes is een degenkrab goed in staat om met de bepantserde huid zijn omgeving af te tasten. Op het prosoma zijn ongeveer 60.000 van dergelijke pin-orgaantjes gelegen en aan het achterlijf en op de lichaamsuitsteeksels zo'n 40.000. Daarnaast beschikt een degenkrab over vele zogenaamde chemoreceptoren, vooral aan de lichaamsuitsteeksels zoals poten en kieuwen. Deze zintuigjes kunnen zowel op het oppervlak gelegen zijn als een kuiltje vormen in de bovenste laag van de huid. Ze dienen om chemische verbindingen te detecteren om zo de chemische samenstelling van de leefomgeving te 'proeven'.
Ieder zintuiglijk orgaantje staat in verbinding met drie tot vijftien zenuwcellen en het totale aantal kan oplopen tot ongeveer zeven miljoen. De meeste zenuwcellen zijn aan de scharen van de cheliceren gelegen, dit aantal wordt geschat op ongeveer 3,5 tot vier miljoen. Daarnaast bezitten de pootbases (gnathobases) die de prooien malen en naar de mond brengen ongeveer een miljoen zenuwcellen, evenals de uitsteeksels aan de duwpoten (flabellum, zie onder poten). Aan het oppervlak van de kieuwen zijn ten slotte ongeveer een miljoen zintuigcellen gelegen.

### Visuele zintuigen

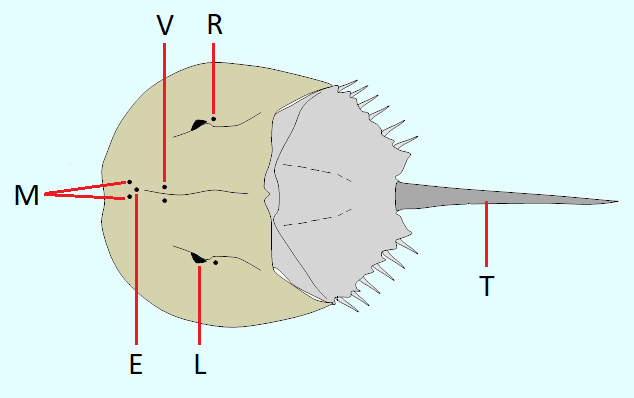

Het gezichtsvermogen van degenkrabben bestaat uit verschillende structuren, zie ook de afbeelding rechts. De belangrijkste visuele organen zijn de zogenaamde samengestelde ogen of facetogen (L), welke aan weerszijden aan de bovenkant van de kop gepositioneerd zijn. De ogen staan relatief ver van elkaar af en aangezien ze aan de zijkant zitten worden ze ook wel de lateraalogen genoemd. Deze ogen zijn halvemaanvormig en bestaan uit een complex van vele tientallen kleine lensoogjes of ommatidiën. Degenkrabben zijn de enige gifkaakdragers die dergelijke samengestelde ogen hebben. Bij insecten zijn dergelijke ogen heel normaal maar bij de spinachtigen zijn juist enkelvoudige puntogen de standaard. Aangezien de samengestelde ogen aan de bovenzijde zijn gepositioneerd, worden ze niet gebruikt om voedsel op te sporen maar om soortgenoten te herkennen.
Naast de samengestelde ogen zijn verschillende enkelvoudige ogen aanwezig op de carapax. Dergelijke ogen worden ook wel ocelli genoemd. Achter de facetogen is aan iedere zijde vaak een enkelvoudig puntoogje aanwezig welke het rudimentaire lateraaloog (R) wordt genoemd. Ook aan de voorzijde van de kop zijn enkelvoudige oogjes gelegen, twee aan de zijkanten (de mediaanogen, M) en een enkel exemplaar in het midden vlak achter de mediaanogen, deze wordt het endoparietaaloog (E) genoemd. Aan de buikzijde van het kopborststuk zijn eveneens twee puntoogjes gepositioneerd; de ventraalogen (V). De degenkrab gebruikt deze ogen voornamelijk om zich te oriënteren tijdens het zwemmen.
Alle enkelvoudige oogjes zijn relatief klein en onopvallend in vergelijking met de veel grotere facetogen. De puntoogjes dienen niet om scherpe beelden te vormen, zoals de samengestelde ogen, maar om licht waar te nemen zodat het dag- en nachtritme kan worden bepaald. Een derde manier van optische waarneming zijn lichtgevoelige cellen (T) aan de bovenzijde en flanken van het telson of staart. Deze cellen bevatten geen lenzen zoals de samengestelde ogen of puntoogjes maar zijn wel in staat om het verschil tussen een lichte en een donkere omgeving vast te stellen. Ze spelen een rol bij de biologische klok van het dier.
Degenkrabben zijn door hun relatief complexe visuele zintuigen in staat om ultraviolet licht waar te nemen. Ook herkennen ze de dag- en nachtcycli van de zon, een gebied aan de achterzijde van de hersenen van de degenkrabben fungeert als een biologische klok. Dit stelt ze in staat om 's nachts gesynchroniseerd eieren af te zetten op het strand.

### Spijsvertering
Het spijsverteringsstelsel is onder het hart gelegen en loopt van de voorzijde van het kopborststuk naar de basis van het telson. Het maagdarmstelsel van degenkrabben wijkt af van alle andere gifkaakdragers zoals spinnen en schorpioenen, deze kunnen alleen vloeibaar voedsel verteren. Andere gifkaakdragers moeten dus eerst verteringssappen in de prooi injecteren en de vloeibare inhoud van de prooi wordt vervolgens naar binnen gezogen. Degenkrabben zijn de enige vertegenwoordigers van de gifkaakdragers die ook vaste voedseldeeltjes aankunnen.
Het voedsel wordt eerst door de cheliceren - een tot tangetjes omgebouwd potenpaar aan de voorzijde- naar de mondopening gevoerd. De mondopening is naar het midden van de onderzijde van het kopborststuk verplaatst. De basis van de loopoten is omgebouwd tot kauworgaan; alle looppoten hebben aan de binnenste segmenten, dus aan de lichaamszijde, stekelachtige structuren die dienen om het voedsel te vermalen. Deze pootdelen vormen als het ware het gebit van de degenkrab en vermorzelen het voedsel voordat het in de mondopening terechtkomt.
De mondopening is aan de onderzijde van het kopborststuk gelegen en is omgeven door de basis van de cheliceren en vijf paar poten. De mond zelf is trechtervormig en heeft een sleufachtige opening. De mond is gelegen tussen het derde en vierde potenpaar aan de onderzijde van het lichaam. De mondopening wordt aan de voorzijde beschermd door een overhangende structuur die het labrum wordt genoemd.
Grotere harde stukken zoals schelpdelen en steentjes worden via de mondopening weer uitgebraakt. Kleinere fragmenten en zandkorrels worden wel opgenomen in het spijsverteringsstelsel. Het voedsel wordt via de slokdarm vaar de voormaag of proventriculus gebracht. Deze bestaat uit een krop die behoorlijk uit kan zetten en vervolgens een spiermaag waarin het voedsel tot een papje wordt vermalen. Het voedsel komt vervolgens in de darm terecht waar het verteringsproces plaatsvindt. Na de vertering worden de vaste afvalstoffen via de endeldarm of rectum en de spleetvormige anus afgescheiden, deze is net onder de basis van het telson gepositioneerd. Degenkrabben hebben nier-achtige excretieorganen om zich van vloeibare afvalstoffen te ontdoen. Deze bestaan uit vier gepaarde zak-achtige klieren die de coxaalklieren worden genoemd. Ieder paar mondt uit in een opening die onder het vijfde paar achterlijfsuitsteeksels gelegen is.

## Voortplanting en ontwikkeling

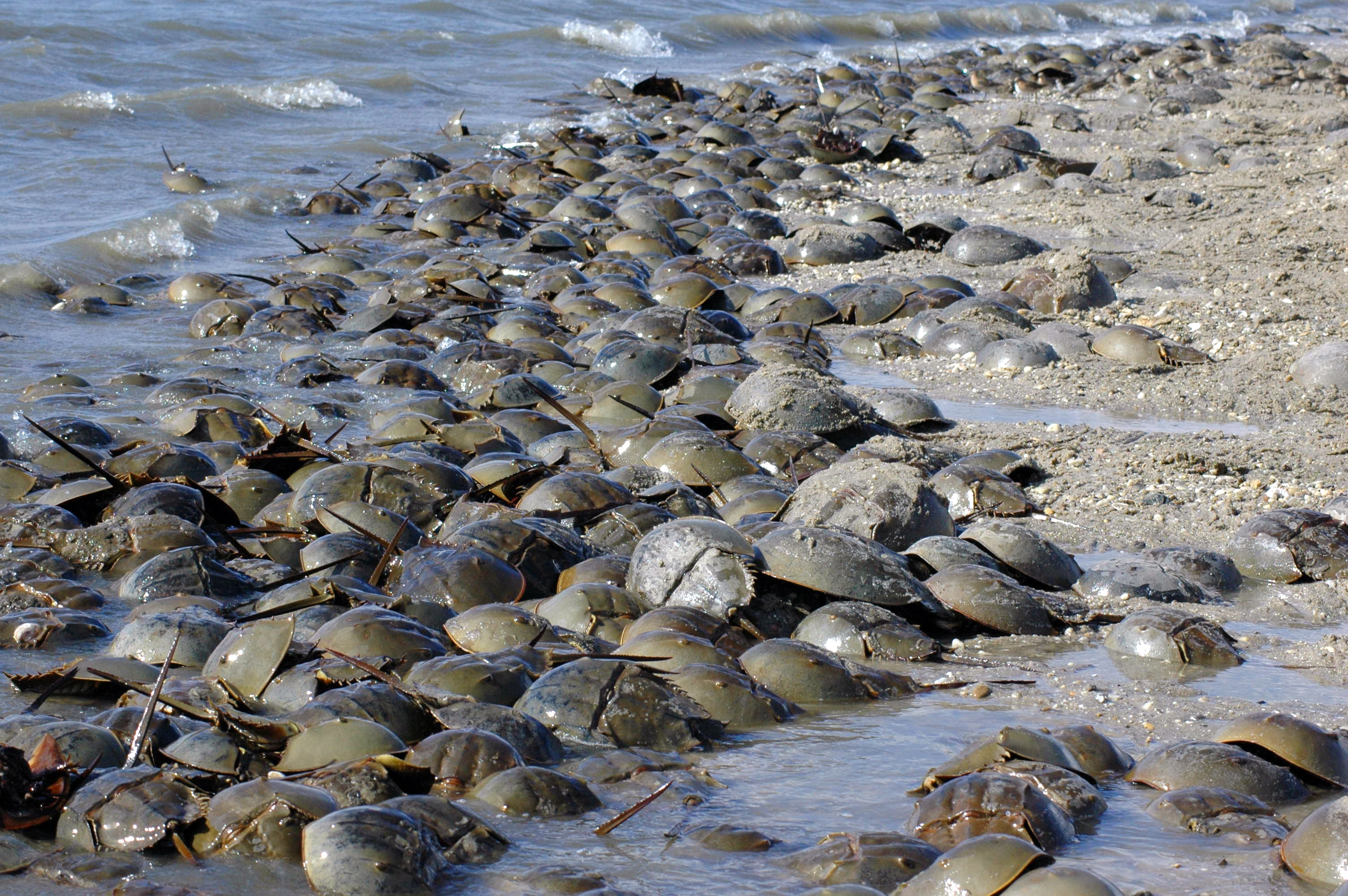
Degenkrabben komen massaal aan land om zich voort te planten.

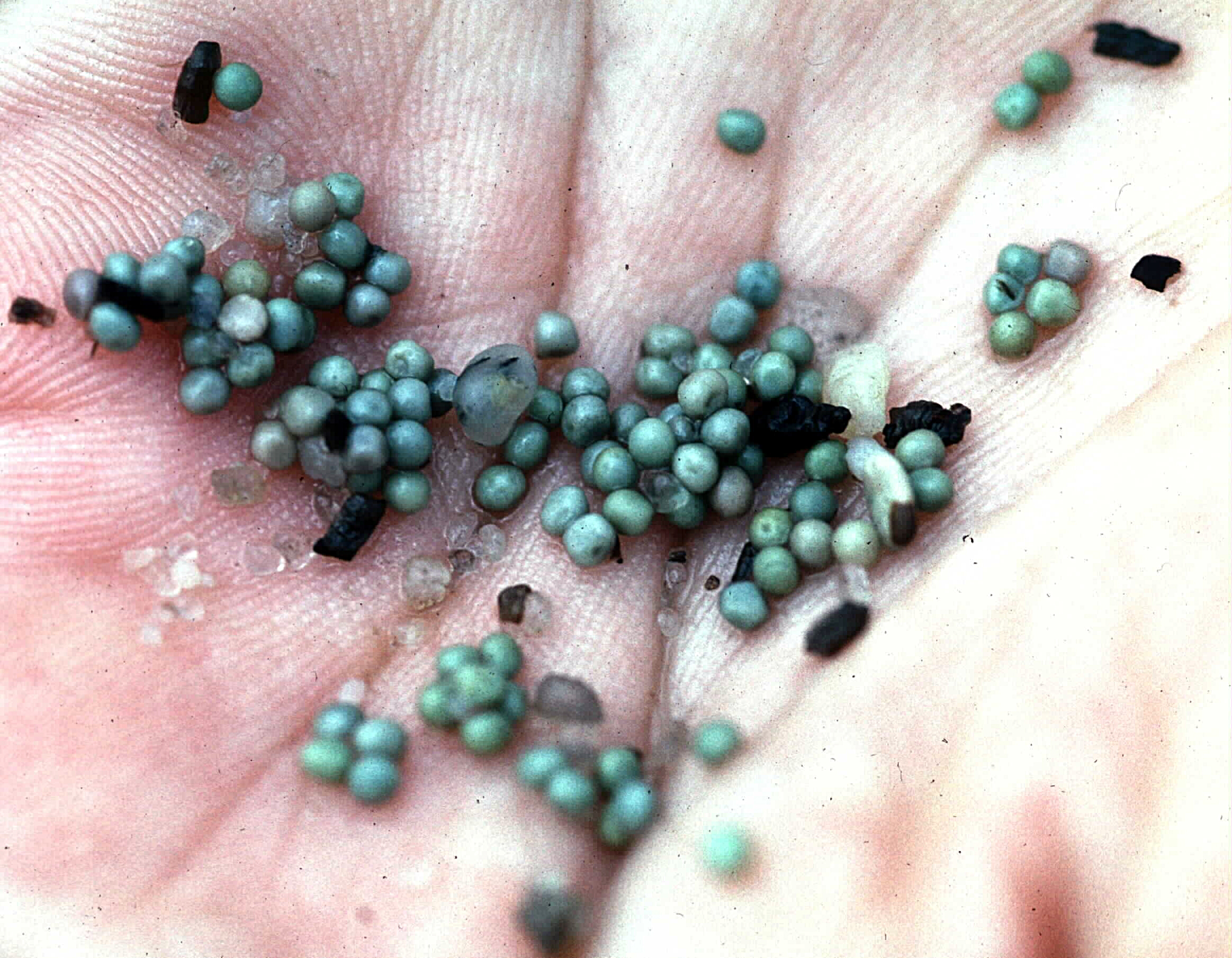
Eieren van de Atlantische degenkrab.

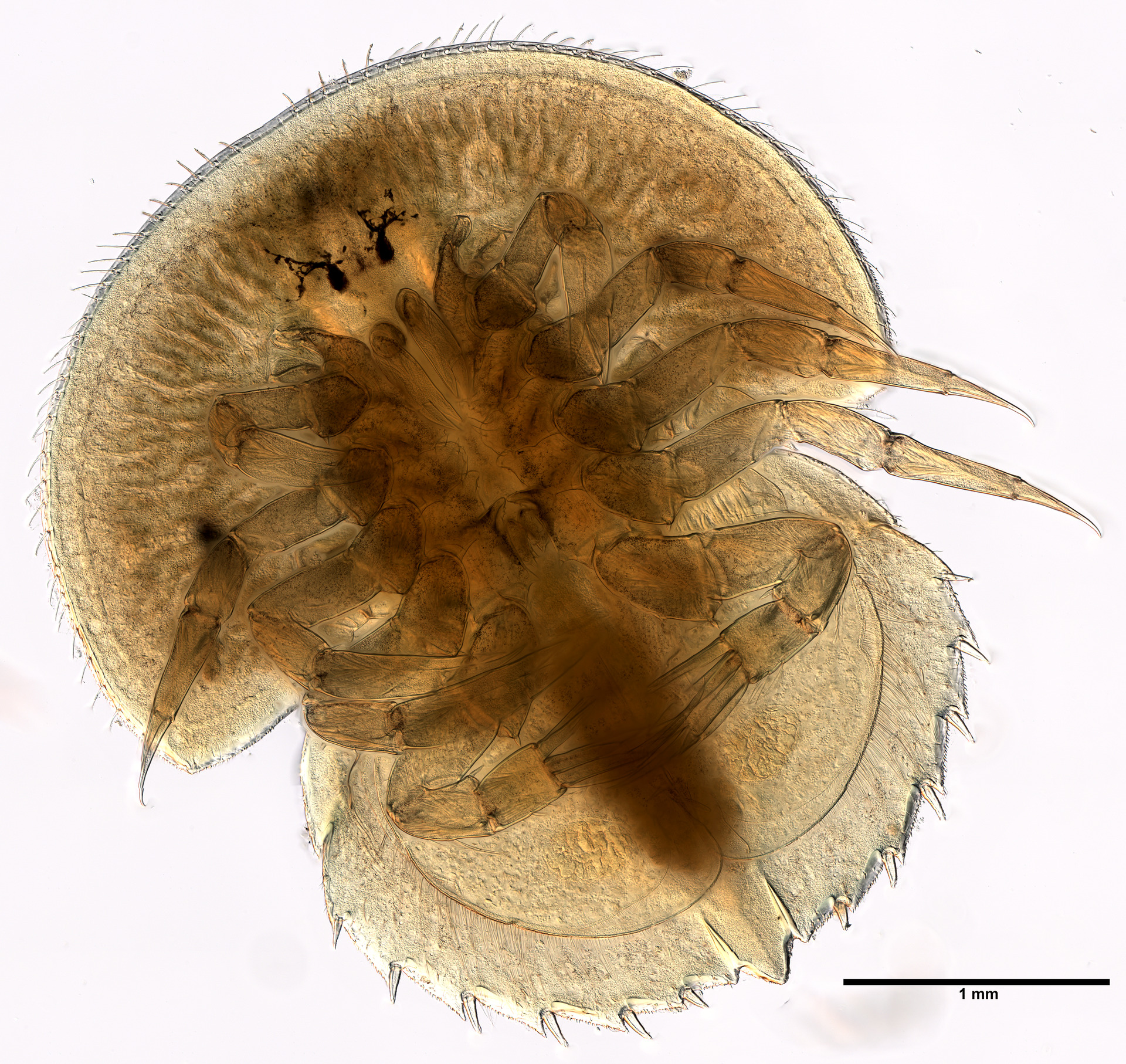
Larve van de Atlantische degenkrab.

Degenkrabben kennen een uitwendige bevruchting. De vrouwtjes graven een kuil in het zand waarin de eitjes worden afgezet. Vervolgens worden deze bevrucht door het mannetje die er simpel weg zijn zaadcellen overheen spuit.

### Paring
De dieren komen in de vroege zomer aan land om zich voort te planten, het voortplantingsseizoen loopt van het voorjaar tot het begin van de herfst. Het overgrote deel van de eieren wordt afgezet gedurende nieuwe maan of volle maan in combinatie met hoogtij. Degenkrabben bewegen zich zeer onhandig voort op het land. Ze zijn dan erg kwetsbaar voor aanvallen van gespecialiseerde vijanden. De dieren komen echter in enorme aantallen op het land, zodat het overgrote deel zich ongestoord op de voortplanting kan richten.
De mannetjes verschijnen eerst bij de ondiepe kustdelen voor de stranden, ze wachten de vrouwtjes hier op. De vrouwtjes scheiden feromonen af, dit zijn chemische verbindingen die mannetjes aantrekken en ook gebruikt worden door heel andere dieren zoals vlinders. De mannetjes zijn echter veel gevoeliger voor visuele prikkels dan voor chemosensorische stimuli. Dit bleek uit een onderzoek waarbij zwarte en grijze modellen van vrouwtjes in zee werden geplaatst en meestal de zwarte vrouwtjes werden opgemerkt. In een andere proef werden de ogen van de mannetjes afgeplakt en zij konden toen de vrouwtjes in het geheel niet meer vinden. Aangezien de mannetjes veel talrijker zijn dan de vrouwtjes is de kans klein dat een vrouwtje onopgemerkt blijft.
Als een koppeltje elkaar gevonden heeft gaan vervolgens de vrouwtjes voorop, de mannetjes haken zich aan het vrouwtje vast met de gespecialiseerde pedipalpen. Soms komen 'treintjes' voor waarbij zich meerdere mannetjes achter elkaar aanhaken of een vrouwtje letterlijk omringd of zelfs bedolven wordt door de vele mannetjes. Zij graaft vlak onder de hoogwatergrens een kuiltje van ongeveer vijftien centimeter diep waarin de eieren worden afgezet. Het aantal eieren per legsel kan bij de Atlantische degenkrab oplopen tot 4000 en het totale aantal eieren per seizoen tot 90.000.

### Ei
Nadat de eieren zijn gedeponeerd worden ze bevrucht door een of meerdere mannetjes en begraaft het vrouwtje ze in het zand. De eieren worden bij voorkeur begraven op het strand op een positie die iets onder hoogtij ligt maar boven laagtij zodat de eieren zich continu in de brandingszone bevinden. Hierdoor worden ze vrijwel continu voorzien van zuurstofrijk water.
De eieren hebben een groene kleur en een diameter van ongeveer drie millimeter. Ze worden door een kleefstof in strengen bijeen gehouden, enigszins vergelijkbaar met kikkerdril.
Zodra het ei is afgezet is de buitenzijde van het embryonale vlies ongeveer vijftien uur lang kleverig om zaadcellen aan het oppervlak te binden. Vaak is het aan het eind van deze periode volledig bedekt met sperma door de grote aantallen mannetjes die op de ei-afzet afkomen. Als het ei bevrucht is vinden de eerste dagen celdelingen plaats, na enkele dagen scheurt de buitenzijde van het ei open en komt het embryo tevoorschijn, dat zich in een vliesje van ongeveer drie millimeter doorsnede bevindt. Na vier dagen tot een week verschijnen de eerste tekenen van lichaamssegmenten.
De vrucht ondergaat verschillende embryonale vervellingen waarbij eerst de poten zichtbaar worden en enige tijd later de kieuwpoten. Het embryo begint hierna steeds meer op een degenkrab te lijken, als de embryonale ontwikkeling is voltooid komt het ei uit en komt de larve tevoorschijn. De precieze ontwikkelingsduur van de eieren verschilt; eieren die hogerop het strand worden afgezet profiteren van een hogere temperatuur en ontwikkelen zich sneller dan eieren die dichter bij de waterlijn zijn gedeponeerd.

### Larve
Vier tot dertig dagen nadat de eerste ontwikkeling van het embryo is gestart, komen de eieren uit en verschijnen de larven.
De larve heeft al een klein achterlijfsstekeltje of telson aan de achterzijde die echter nog niet beweeglijk is, de totale lichaamslengte is ongeveer 1 millimeter. Aan het achterlijf zijn pas vier kieuwsegmenten aanwezig in plaats van de uiteindelijke zes. De larven zwemmen ongeveer zes dagen en zetten zich dan af op de bodem. Ongeveer tien tot twintig dagen nadat ze het ei hebben verlaten vindt de eerste niet-embryonale vervelling plaats. Tot die tijd eten de larven niet maar teren op hun dooiervoorraad. Alleen het tweede paar van de achterlijfsaanhangsels draagt kieuwen en deze zijn ook nog sterk onderontwikkeld. Het spijsverteringsstelsel is eveneens rudimentair, de larve haalt zijn voedingsstoffen uit de dooiervoorraad. De larven van degenkrabben hebben in dit stadium een lichaamsvorm die sterk doet denken aan trilobieten. Dit ontwikkelingsstadium wordt wel Euproops-stadium genoemd, naar een voorouder van de degenkrabben uit het Carboon (Euproops) die een met dit larvestadium vergelijkbare lichaamsbouw bezat als volwassen dier. Een opvolgend stadium, waarbij de staartstekel al iets groter is maar de lichaamssegmentering vervaagt, kent een vergelijkbare etymologie. Dit stadium wordt Prestwichia-stadium genoemd naar een andere verwant uit het Carboon: Prestwichia.
Net als andere geleedpotige dieren moeten degenkrabben regelmatig vervellen om te kunnen groeien. Voorafgaand aan een vervelling wordt reeds een nieuwe huid gevormd die echter nog dun is en niet uitgehard. Vlak voor een vervelling graaft de degenkrab zich in in het zand, omdat het dier erg kwetsbaar is voor vijanden tijdens het vervangen van de huid. Tijdens de vervelling scheurt de bovenrand van de voorzijde van de carapax open, waarna de degenkrab letterlijk uit zijn oude huid loopt. Het lichaamsvolume kan bij een vervelling met wel een kwart toenemen.
De larve vervelt in een tijdsbestek van drie jaar meer dan tien keer voor het dier volwassen wordt. De jonge degenkrabben brengen de eerste anderhalf jaar door in de ondiepe wateren vlak bij het strand en moeten veel vervellen om steeds iets groter te worden. Van in gevangenschap gehouden degenkrabben is bekend dat de ontwikkeling veel langzamer verloopt in vergelijking met in het wild opgroeiende dieren. Na ongeveer een jaar heeft de jonge degenkrab een carapaxbreedte bereikt van ongeveer een centimeter. Als een degenkrab negen tot twaalf jaar oud is, is het dier volwassen en is de vervellingsfrequentie teruggebracht tot slechts eenmaal per jaar. Heel oude dieren vervellen helemaal niet meer en zijn hieraan makkelijk te herkennen door de aangroei op het pantser van schelpdieren en andere organismen.

## Verspreiding en habitat
Degenkrabben kwamen in het verleden over de gehele wereld voor. De meeste fossielen zijn gevonden op het Noordelijk halfrond en dan voornamelijk in Europa. De soort Tachypleus gadeai, die tot het moderne geslacht Tachypleus behoort, kwam tot in het Tertiair voor in delen van Spanje. Tachypleus decheni werd gevonden in Duitsland, deze soort leefde in het Eoceen.
In Nederland werd voor het eerst een fossiel exemplaar aangetroffen in 2007 in Winterswijk. De degenkrab werd gevonden in de Onder-Muschelkalk en stamt uit het Anisien, ongeveer 250 miljoen jaar geleden. Het gevonden exemplaar was vrij klein en wordt tot het geslacht Limulitella gerekend.
De moderne soorten komen echter alleen voor langs de Amerikaanse oostkust en in delen van oostelijk Azië. Zie voor de exacte verspreidingsgebieden per soort de tabel bovenaan.

### Habitat

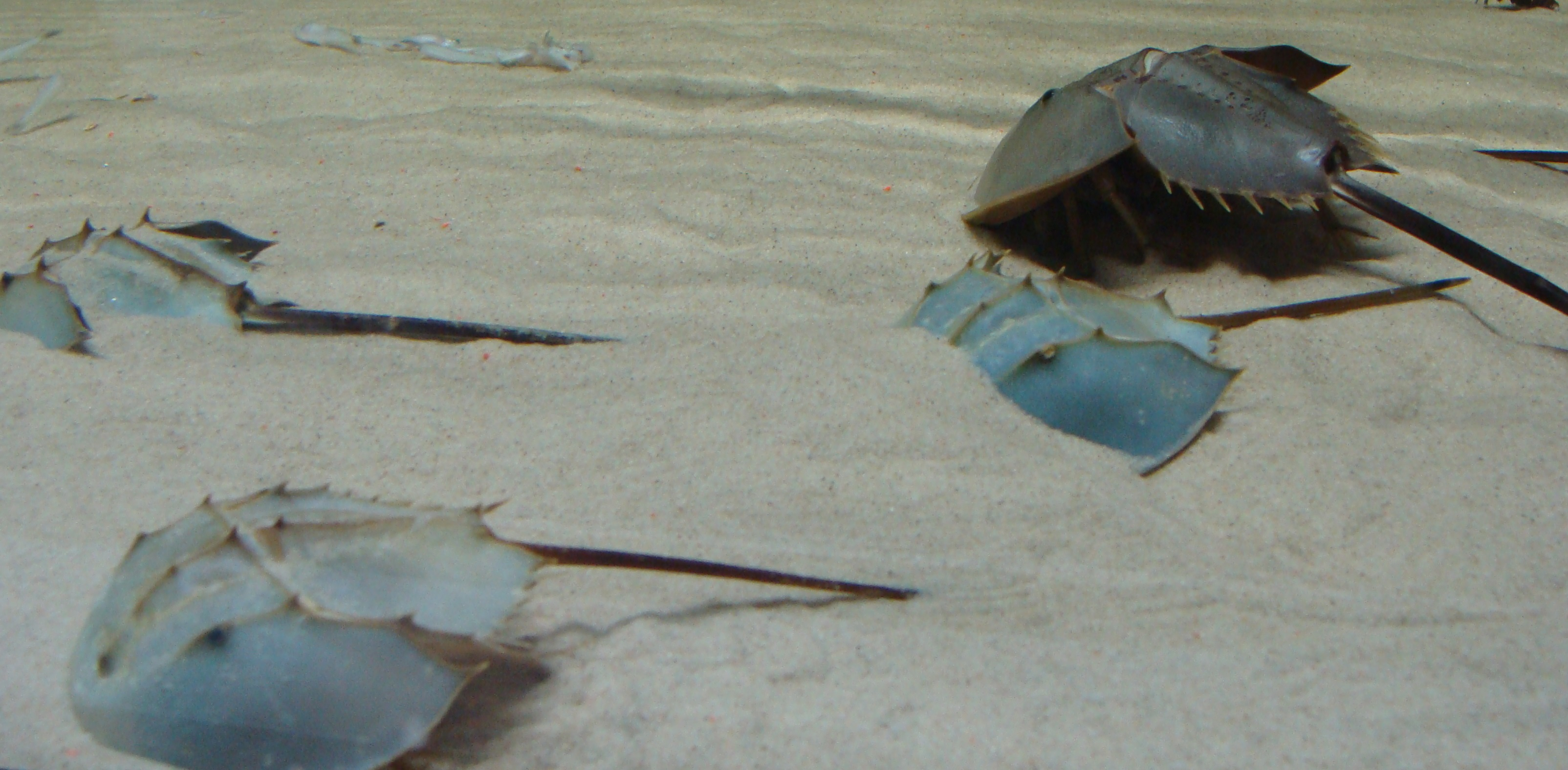
De habitat bestaat uit zand- of slibrijke delen van ondiepe zeeën vlak bij de kust.

Omdat degenkrabben in verschillende delen van de wereld voorkomen, worden ze in uiteenlopende habitats gevonden. Daar komt nog bij dat de habitat van de jonge dieren sterk verschilt van de leefomgeving van de volwassen exemplaren, zodat de dieren in sterk uiteenlopende gebieden kunnen worden aangetroffen. De volwassen degenkrabben leven in dieper water langs de kust, maar hebben stranden nodig om zich voort te planten. De juveniele dieren echter leven in ondiepe wateren in estuaria.
De jonge dieren hebben rustige getijdenzones en zeegraskolonies nodig om zich in te verschuilen voor vijanden en om te zoeken naar voedsel. Zowel ondiepe getijdenzones direct langs de kust als ondieptes in wat diepere wateren zijn geschikt. De juvenielen zijn zoutminnend, ze worden hoogst zelden in wateren met een saliniteit van minder dan 5 promille aangetroffen. Als de dieren groter worden, en zich hierdoor beter kunnen handhaven in stromend water, migreren ze naar wat diepere wateren maar ze gaan nooit ver uit de kust. Pas als ze volwassen worden kunnen ze wat verder langs de kust worden aangetroffen.
De habitat van de volwassen dieren bestaat uit de kustwateren van delen van Azië en Atlantisch Noord-Amerika. Degenkrabben kunnen worden aangetroffen tot op een diepte van meer dan 200 meter onder het wateroppervlak. De meeste dieren echter komen waarschijnlijk zelden onder de dertig meter onder het wateroppervlak. In het voortplantingsseizoen begeven de dieren zich naar kuststreken zoals ondiepe baaien, in de wintermaanden worden diepere wateren opgezocht. Van de Atlantische degenkrab is bekend dat op het continentaal plat wordt overwinterd.
In de voortplantingstijd migreren de degenkrabben naar ondiepe wateren met zanderige stranden. Ze stellen hoge eisen aan de voortplantingsstranden, zo mag de golfslag niet te sterk zijn omdat anders de eieren wegspoelen. Daarnaast worden er eisen gesteld aan de korrelgrootte van het zand of slib, de eieren moeten voorzien kunnen worden van zuurstof door voldoende poriën in het substraat. Vaak worden afzetlocaties gekozen die beschermd worden door zandbanken, die de golven breken en waar voedsel niet wegspoelt maar juist kan bezinken.

## Ecologie

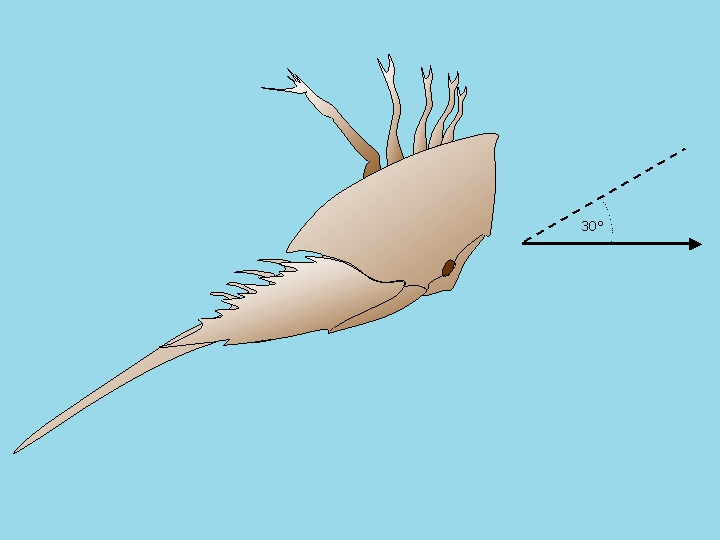
Tijdens het zwemmen wordt het lichaam in een hoek van 30 graden gehouden.

Degenkrabben komen voor in ondiepe delen van de zee nabij de kust en leven op zanderige tot slibachtige bodems waar ze zich gemakkelijk kunnen ingraven in de bodem. Alle soorten zijn 's nachts actief en verschuilen zich overdag in het zand. Ze komen pas 's nachts tevoorschijn om te jagen.
Bij het zwemmen beweegt de degenkrab zich op de rug waarbij met de looppoten gesynchroniseerd wordt geroeid en de kieuwpoten als een enkele roeispaan worden gebruikt door deze regelmatig heen- en weer te bewegen. Degenkrabben houden tijdens het zwemmen een hoek van dertig graden aan ten opzichte van de waterspiegel. Tijdens het foerageren in het zand worden de poten gebruikt om zich in te graven, ook wordt het scharnierende lijf in- en uitgeklapt om extra kracht te zetten bij het ingraven.

### Voedsel
Degenkrabben zijn overwegend carnivoor maar soms wordt ook wel plantaardig voedsel opgenomen zoals zeewier. Op het menu staan echter voornamelijk kleine ongewervelde weekdieren zoals wormen en kleine tweekleppigen met een niet te dikke schaal, zoals mosselen. Deze vinden ze door de zeebodem om te woelen met de poten. Degenkrabben kunnen grote schade aanrichten aan mosselbanken langs de kust van Noord-Amerika doordat ze grote hoeveelheden van de schelpdieren opeten. Ze worden hierdoor gedood door schelpenvissers die hun oogst willen beschermen. Ook de strandgaper (Mya arenaria) is een bekende prooi.
De meeste spinachtigen, zoals de echte spinnen en de schorpioenen, zijn landbewonend en verteren het voedsel buiten het lichaam door verteringssappen in de prooi te spuiten en deze vervolgens weer op te zuigen. De degenkrabben echter moeten het voedsel eerst in het lichaam brengen voor de vertering begint omdat het voedsel anders met het zeewater wordt vermengd.

### Natuurlijke vijanden
Degenkrabben hebben vele vijanden, die op te splitsen zijn in predatoren van de eieren, die van de jongere degenkrabben en ten slotte die van de grotere volwassen exemplaren. Deze laatste groep is het kleinst aangezien de volwassen degenkrabben erg groot zijn en een stevig pantser hebben. Voorbeelden van dieren die de uitgegroeide degenkrabben buitmaken zijn de luipaardhaai (Triakis semifasciata). Exemplaren van de Atlantische degenkrab worden gegeten door de zeldzame onechte karetschildpad. De schildpad eet vooral de kieuwen van de degenkrab. Vermoed wordt dat de degenkrab op lange termijn een onmisbare voedselbron is van de schildpad in delen van de Atlantische kust van Noord-Amerika.
De eieren en jonge larven worden door vrijwel alle opportunistische carnivore dieren gegeten die in de natuurlijke verspreidingsgebieden voorkomen. Voorbeelden zijn garnalen zoals Crangon septemspinosa, verschillende soorten vlokreeften (Amphipoda), inktvissen en krabben zoals de strandkrab (Carcinus maenas).
In de Amerikaanse baai Delaware Bay alleen al is van elf verschillende zeevogels bekend dat ze zich tegoed doen aan de eieren van degenkrabben. De vogels versterken zo hun vetreserves op de trekroute van hun Zuid-Amerikaanse overwinteringsgebieden naar de Noordpool waar ze zich voortplanten. Hoewel de vogels enorme aantallen eieren opeten zijn ze alleen in staat om reeds door de wind en zeestroming verloren gegane nesten waar te nemen. Het effect van deze natuurlijke predatie is hierdoor waarschijnlijk niet van grote invloed op de degenkrabben. Van de eieren die alleen al in de Delaware Bay aan de noordoostkust van de Verenigde Staten worden afgezet wordt geschat dat jaarlijks ongeveer 500 ton wordt opgegeten door zeevogels. Ook de pas uit het ei gekropen larven worden hevig gepredeerd door voornamelijk vissen en vogels.
De kleinere degenkrabben hebben nog geen groot lichaamsvolume en het pantser is nog niet zo dik en hard. Ze worden gegeten door een breed scala aan dieren zoals verschillende vissen en vogels, dergelijke vijanden eten vaak ook de heel jonge larven en de eieren van de degenkrabben.

### Commensalen

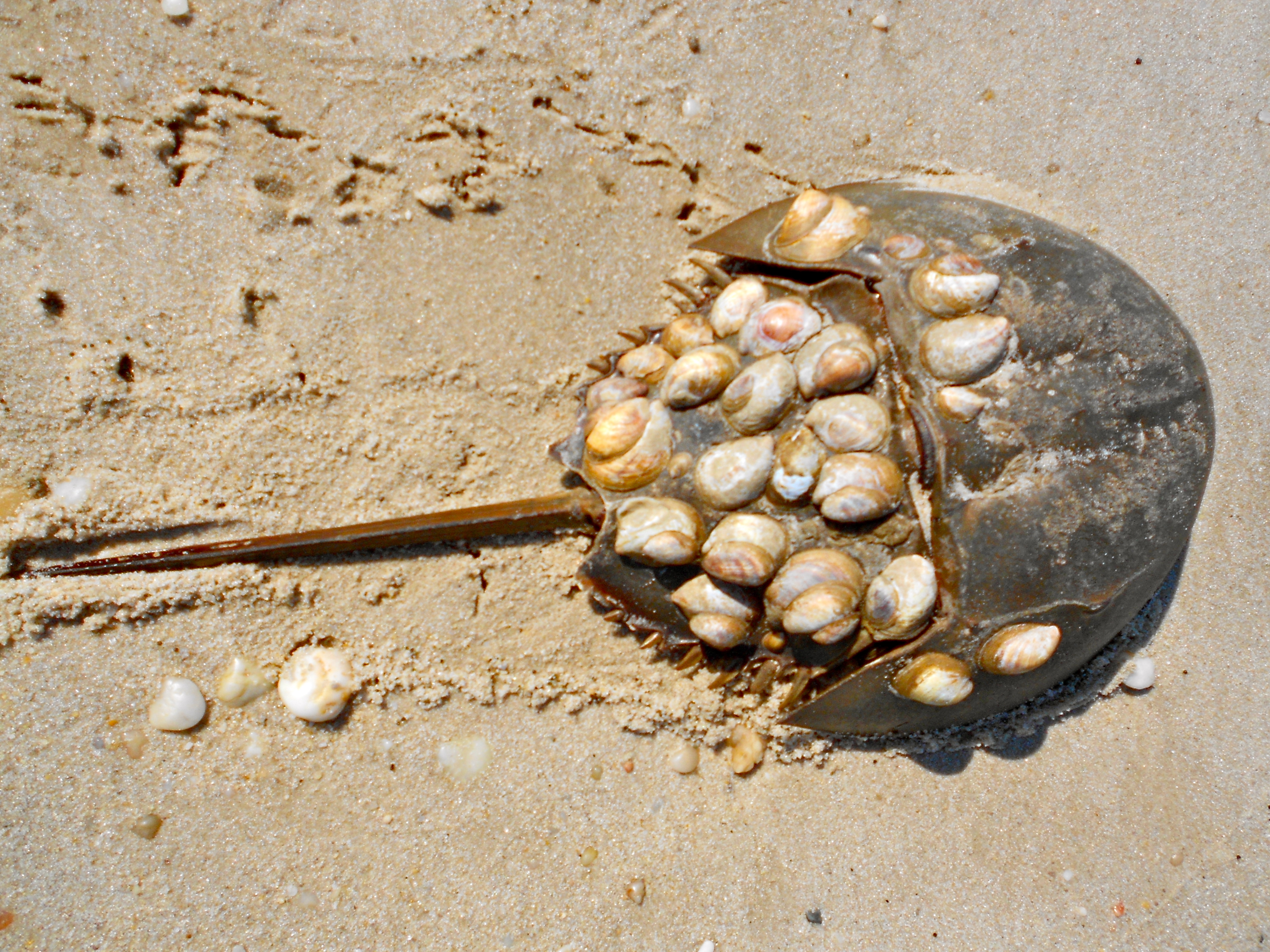
Exemplaren die niet meer vervellen raken begroeid met andere zeedieren, zoals schelpen.

Op het pantser van met name de oudere degenkrabben zijn verschillende andere dieren te vinden, die niet noodzakelijkerwijs schade toebrengen. De meeste soorten liften slechts mee met de degenkrab om van een ongunstig milieu naar een betere leefomgeving te geraken. Voorbeelden van dergelijke organismen zijn verschillende soorten slakken, spookkreeftjes, schelpdieren zoals mosselen en oesters of sponzen. Dergelijke afzettingen hebben wel een negatieve invloed op het zwemvermogen van een degenkrab. Na iedere vervelling echter blijven deze organismen op de afgeworpen huid achter en is het nieuwe pantser weer glad en vrij van aangroeisels. Andere dieren verschuilen zich slechts tijdelijk onder het pantser of in de afgeworpen vervellingshuid voor vijanden, voorbeelden zijn krabben en garnalen.
Andere dieren zetten hun eieren af op het harde pantser, zoals eerder genoemde slakken en een degenkrab kan soms grotendeels bedekt zijn met slakkeneieren. Sommige platwormen plaatsen hun eieren tussen de kieuwplaten van de degenkrab, waar ze niet alleen beschermd zijn maar ook continu worden voorzien van zuurstof.
Op de kieuwpoten worden soms platwormen aangetroffen die waarschijnlijk geen parasieten zijn maar als commensaal moeten worden beschouwd. Dergelijke dieren leven niet ten koste van, maar samen met de degenkrab en richten weinig schade aan. Voorbeelden van dergelijke platwormen zijn Bdelloura candida en in mindere mate Syncoelidium pellucidum.

## Bedreigingen door de mens

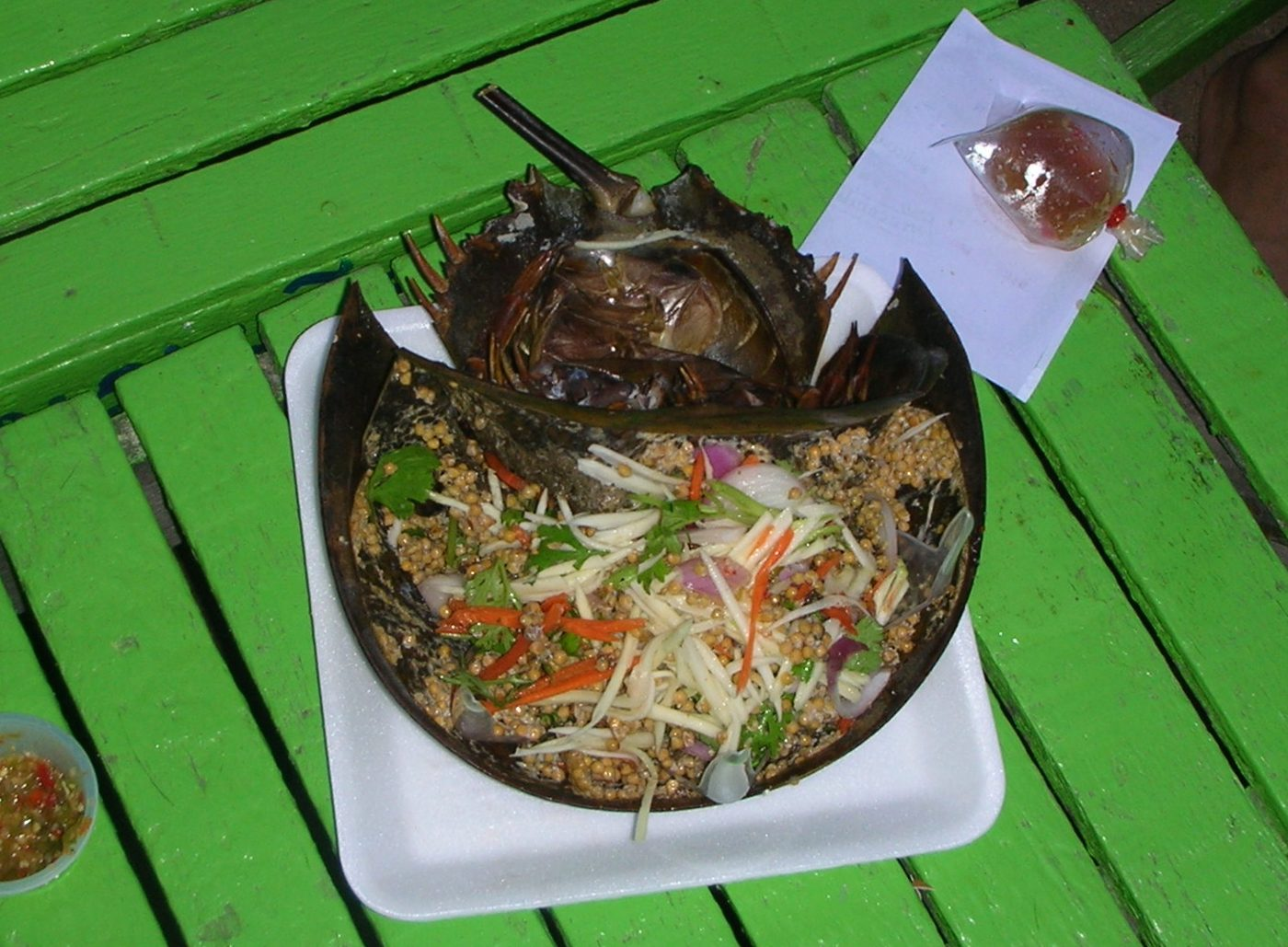
Een salade van degenkrab met eitjes in Cha-am, Thailand.

Degenkrabben worden op verschillende manieren bedreigd door de mens. Voor alle vier de soorten speelt hierbij de vervuiling van de kustwateren waarin de dieren leven een rol. Ook het aanpassen van de natuurlijke habitat heeft een negatieve invloed, zoals het bebouwen van kuststroken voor de visserij of het toerisme. In sommige gebieden worden degenkrabben massaal doodgeslagen door de inheemse bevolking als de dieren aan land komen. Plaatselijk bijgeloof zorgt ervoor dat de dieren door hun opvallende stekel als giftig worden beschouwd, net als de gelijkende stekelroggen.
Van de in Azië levende degenkrabben is bekend dat als een broedplaats van een soort eenmaal verdwenen is, het zeer lang kan duren eer deze weer wordt herbevolkt. In Japan zijn delen van het leefgebied sterk aangetast of verdwenen. In China wordt de soort beschouwd als bedreigd door overbevissing. De degenkrab is populair als voedsel, voor het winnen van het bloed van de dieren en voor het winnen van chitine, dat uit het pantser wordt gewonnen. In Vietnam slonken de populaties tussen 1990 en 2007 met vijftig procent in zowel het aantal individuen als de totale grootte van het areaal.
Door de internationale natuurbeschermingsorganisatie IUCN is aan alle soorten een beschermingsstatus toegewezen. De Atlantische degenkrab wordt gezien als 'kwetsbaar' (Vulnerable of VU) en de soort Tachypleus tridentatus als 'bedreigd' (Endangered of EN). De overige twee soorten worden beschouwd als 'onzeker' (Data Deficient of DD).

### Chitine
Een bijproduct van de vangst van de degenkrabben voor hun bloed is het pantser van de dieren, dat vrijwel volledig uit chitine bestaat. Chitine wordt eveneens gebruikt in de medische industrie voor het maken van verbanden en hechtdraad om wonden te behandelen. De dieren worden hiertoe niet alleen op industriële schaal gevangen, maar ook door vrouwen en kinderen in kuststreken die zo een centje bij verdienen. Het gevolg is dat de degenkrabben op een zeer grote schaal worden gevangen en uit de natuur verdwijnen. In China is geen enkele restrictie op het vangen van de dieren, bovendien stimuleert de regering de inzet van grootschalige en meer mechanische vormen van commerciële visvangst, zoals de inzet van trawlers. Hoewel deze niet direct worden ingezet voor de vangst van degenkrabben, worden zij als commercieel interessante bijvangst gezien.

### Voedselbron
Degenkrabben worden in Aziatische landen veel gegeten en worden gezien als delicatesse. In China worden degenkrabben ook op grote schaal gevangen voor het vlees, dat gebruikt wordt voor menselijke consumptie. Ook in landen als Vietnam, Taiwan en Hongkong is er vraag naar degenkrabbenvlees, maar in mindere mate. In de Filipijnen, Indonesië en Maleisië is vooral vraag naar eierdragende vrouwtjes. Omdat hierdoor vooral vrouwtjes worden weggevangen leidt dit tot een overschot aan mannetjes in de voortplantingstijd. Degenkrabben kunnen worden gekookt of gegrild.
Degenkrabben werden vroeger in enorme hoeveelheden gevangen en vermalen tot kippenvoer voor de pluimveehouderij. Tegenwoordig worden degenkrabben in Noord-Amerika vooral gevangen en gebruikt als aas bij de commerciële vangst van grote eetbare zeeslakken uit het geslacht Busycon en de paling. In Mexico wordt de degenkrab ook wel gebruikt als aas om inktvissen zoals de Europese achtarm en de soort Octopus maya te vangen.
Degenkrabben zijn in het verleden niet alleen als voedsel verwerkt voor mensen en dieren maar werden ook op grote schaal verwerkt tot stikstofrijke meststof voor planten. In de Verenigde Staten werden van de jaren 1850 en 1920 werden jaarlijks ongeveer 1,5 tot twee miljoen degenkrabben gevangen en gebruikt als meststof voor de landbouw. In de jaren 50 stagneerde deze aantallen.

### Bloedvloeistof
Degenkrabben hebben een opvallende blauwe kleur bloedvloeistof waarin bloedcellen genaamd amoebocyten voorkomen. Deze beschermen tegen virale infecties, schimmels en bacteriën, amoebocyten bevatten eiwitten die heftig reageren op de aanwezigheid van bepaalde uitscheidingsstoffen van gramnegatieve bacteriën zoals Escherichia coli. Deze stoffen worden endotoxinen (of Lipide A) genoemd, ze zijn erg gevaarlijk als ze in de menselijke bloedbaan terecht komen omdat ze pyrogeen zijn: ze kunnen koorts veroorzaken. Omdat de bloedcellen van degenkrabben sterk coaguleren op endotoxinen, worden zij gebruikt om deze gifstoffen op te sporen. Zo kan men in allerlei preparaten de aanwezigheid van dit endotoxine aantonen.
Het bloed van degenkrabben wordt voor deze doeleinden gebruikt in de medische industrie, bijvoorbeeld om te testen of bepaalde medische hulpmiddelen vrij zijn van endotoxinen. Voorbeelden zijn injectienaalden, implantaten en pacemakers. Voor de ontdekking van deze eigenschappen van het degenkrabbenbloed werden konijnen als proefdieren gebruikt voor het testen van lichaamsvreemde objecten in het menselijk lichaam. In de jaren 60 werd een test ontwikkeld door de Amerikanen Frederik Bang en Jack Levin waarbij het bloed van de Atlantische degenkrab werd gebruikt, de Limulus amebocyte lysaat-test of LAL-test. Later werd in Azië een vergelijkbare test ontwikkeld gebaseerd op het bloed van de daar voorkomende Tachypleus tridentatus, de TAL-test.
In Azië wordt Tachypleus tridentatus gevangen voor het aftappen van het bloed voor medicinale doeleinden, het extract wat uit het bloed wordt gewonnen wordt TAL genoemd. In Azië worden de degenkrabben meestal niet deels afgetapt en vervolgens weer uitgezet, zoals in Noord-Amerika het geval is, maar is het de praktijk om de dieren helemaal leeg te laten bloeden met de dood als gevolg. De handel in het bloed van de degenkrab vertegenwoordigde een waarde van ongeveer 230 miljoen US$ in 2013 en de waarde in 2021 wordt geschat op ongeveer 385 miljoen US$. Het bloed levert tussen de 9000 en 16.000 dollar per liter op. Omdat in China grote delen van de kustwateren commercieel gezien zijn leeggevist, wordt uitgekeken naar de wateren rond Vietnam, Maleisië en Indonesië.
In de Verenigde Staten worden de dieren gevangen, 'gemolken' in een laboratorium en vervolgens weer levend teruggezet. Bij dit onderzoek, waarbij meestal een grote hoeveelheid bloed wordt afgetapt, sterft ongeveer vijftien procent van de krabben in het lab zelf. Over de langetermijneffecten is weinig bekend. Mogelijk ligt het sterftecijfer nog veel hoger. Om de degenkrabben voor verdere achteruitgang te behoeden, probeert de farmaceutische sector het krabbenbloed nu synthetisch te reproduceren. De huidige methode vormt tegenwoordig nog steeds de standaard voor het testen van medische instrumenten op een besmetting met bacteriën. Recentelijk wordt het bloed van de degenkrab ook gebruikt om infecties van bepaalde schimmels op te sporen.
Om aan het bloed te komen worden de degenkrabben gevangen in hun natuurlijke leefgebied waarna het bloed in laboratoria wordt afgetapt. De dieren worden hierbij geselecteerd op conditie, beschadigde dieren zijn ongeschikt. De dieren worden in rekken geplaatst en er wordt een steriele naald in het zachte weefsel van het scharnier tussen het kopborststuk en het achterlijf gebracht. Een deel van de degenkrabben overleeft het afnemen van het bloed niet. De overlevende dieren worden na het 'melken' ten slotte weer in de natuur uitgezet waarbij ze een markering krijgen zodat ze niet binnen korte tijd wederom geselecteerd worden voor het afnemen van bloed. Tegenwoordig wordt gezocht naar methoden om het uit de natuur gehaalde bloed na te bootsen door een synthetische variant om de degenkrabben te ontzien. Hierbij wordt bijvoorbeeld gebruik gemaakt van recombinant DNA.